# Karabinierzy

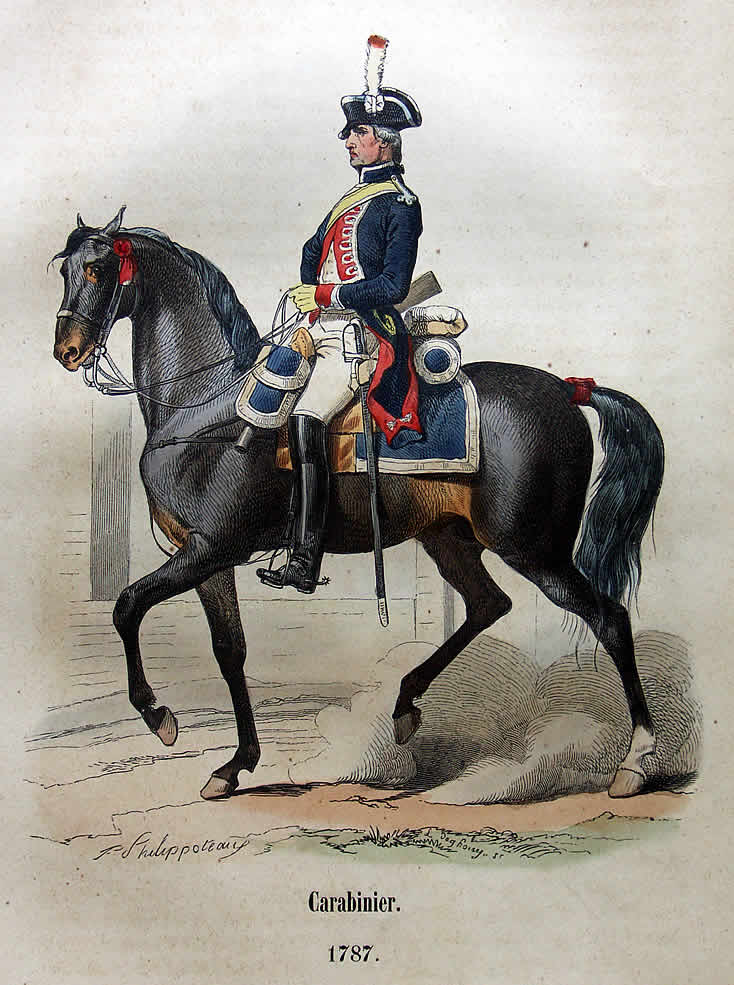
Francuski karabinier z 1787 roku

Karabinierzy – początkowo we Francji wyborowi żołnierze lekkiej jazdy uzbrojeni w broń palną.
Później określenie to odnoszono do niektórych pułków jazdy we Francji, Austrii, Prusach i Rosji.
W Polsce Regiment Gwardii Konnej Litewskiej przemianowano w 1793 na Regiment Karabinierów Gwardii.
W końcu XVIII w. nazwę zaczęto stosować również wobec jednostek piechoty (najpierw we Francji) – początkowo określając tak jedną z kompanii pułku, potem niektóre wyodrębnione pułki.
W wojsku Królestwa Polskiego karabinierami nazywano kompanie wyborowe strzelców pieszych, w okresie powstania listopadowego – Dywizjon Karabinierów Konnych, a w powstaniu styczniowym – żołnierzy uzbrojonych w karabiny gwintowane (zob. karabinierzy).
Obecnie karabinierami nazywani są żandarmi we Włoszech (carabinieri), wojska wewnętrzne w Mołdawii oraz straż graniczna w Hiszpanii.

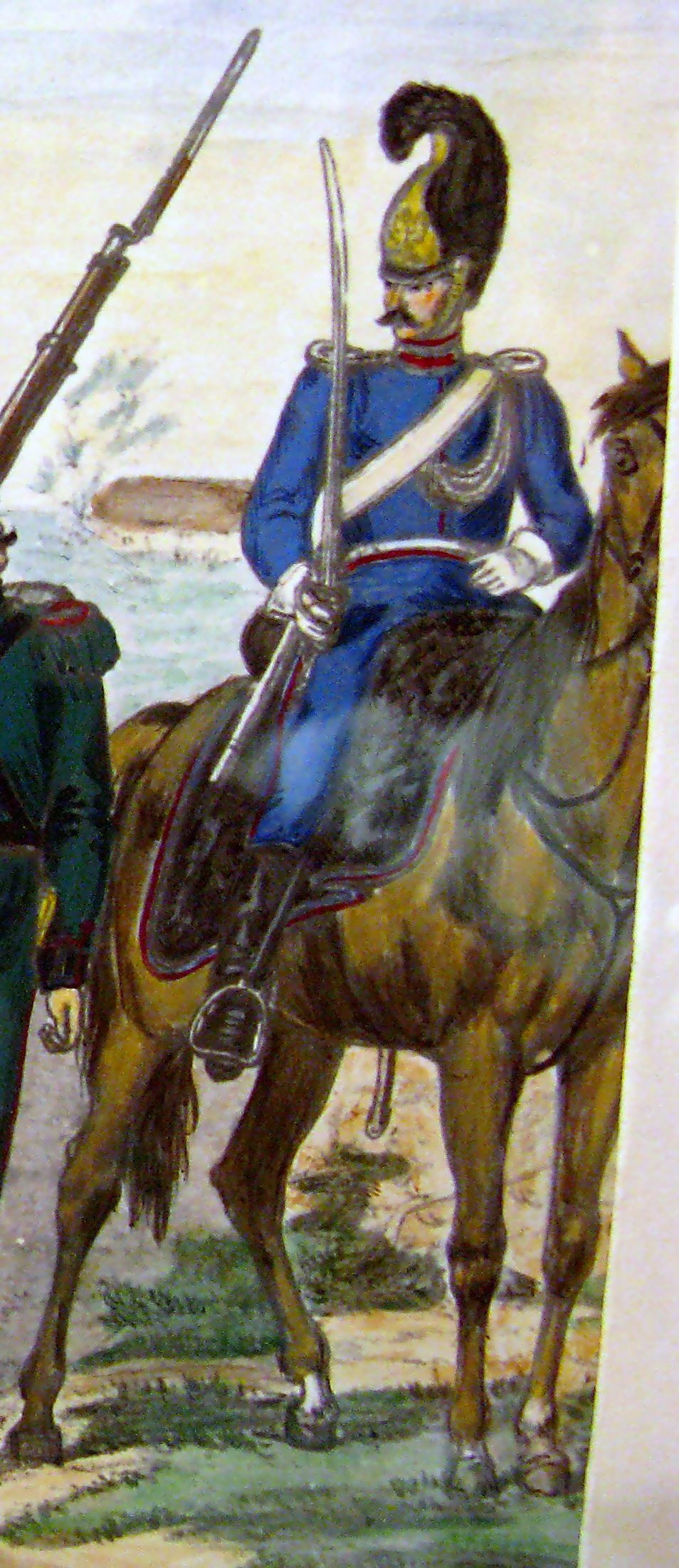
Polski karabinier konny z okresu powstania listopadowego
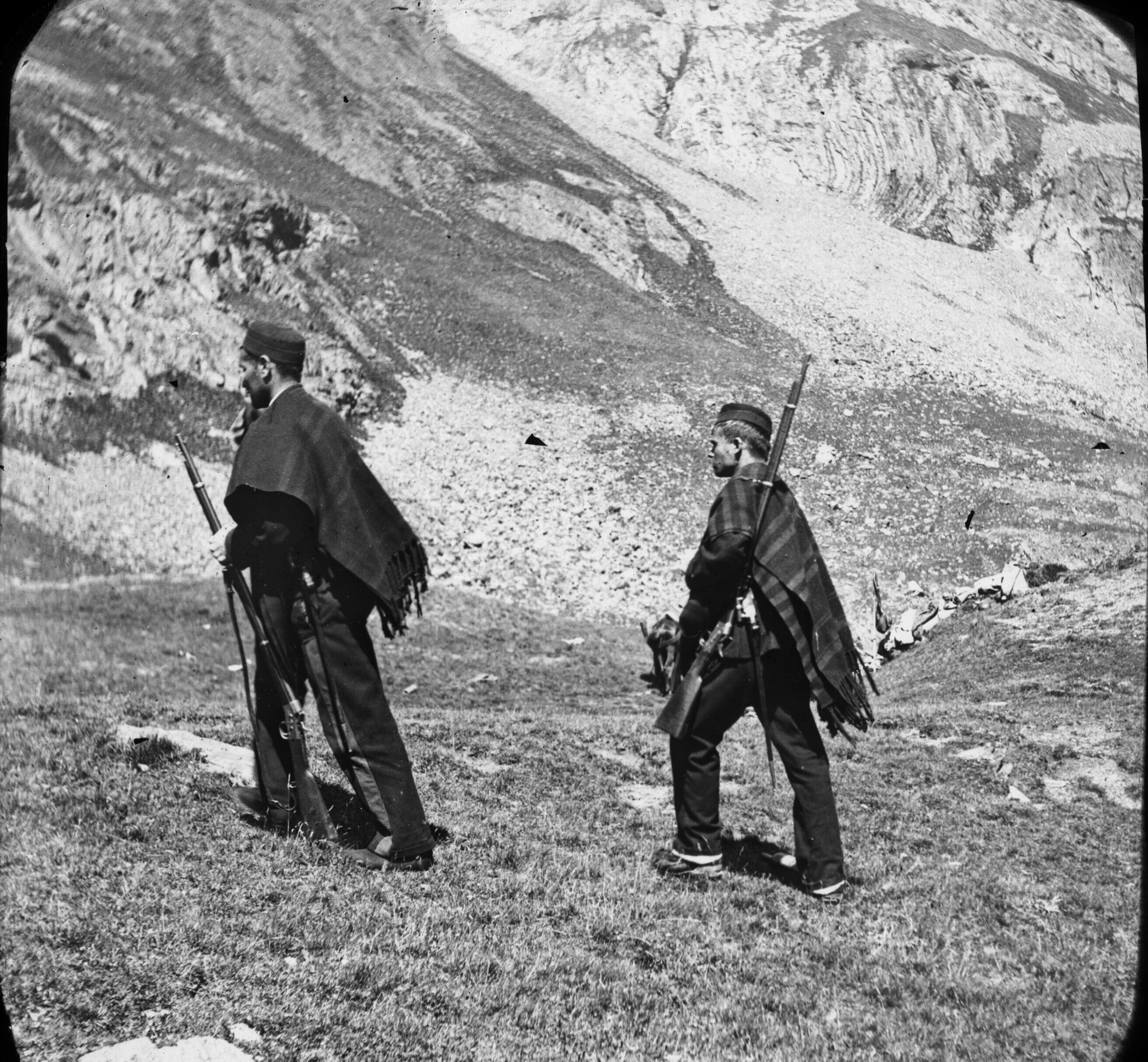
Hiszpańscy karabinierzy w Pirenejach (1892)